# Kerivoula
Kerivoula é um gênero de morcegos da família Vespertilionidae.

## Espécies
- Kerivoula africana Dobson, 1878
- Kerivoula agnella Thomas, 1908
- Kerivoula argentata Tomes, 1861
- Kerivoula cuprosa Thomas, 1912
- Kerivoula eriophora (Heuglin, 1877)
- Kerivoula flora Thomas, 1914
- Kerivoula hardwickii (Horsfield, 1824)
- Kerivoula intermedia Hill e Francis, 1984
- Kerivoula kachinensis Bates, et al., 2004
- Kerivoula krauensis Francis, Kingston e Zubaid, 2007
- Kerivoula lanosa (A. Smith, 1847)
- Kerivoula lenis Thomas, 1916
- Kerivoula minuta Miller, 1898
- Kerivoula muscina Tate, 1941
- Kerivoula myrella Thomas, 1914
- Kerivoula papillosa (Temminck, 1840)
- Kerivoula pellucida (Waterhouse, 1845)
- Kerivoula phalaena Thomas, 1912
- Kerivoula picta (Pallas, 1767)
- Kerivoula smithii Thomas, 1880
- Kerivoula titania Bates et al., 2007
- Kerivoula whiteheadi Thomas, 1894